# Liste der Kulturdenkmäler in der Kernstadt von Bad Kreuznach/Straßen L–Z
In der Liste der Kulturdenkmäler in Bad Kreuznach/Straßen L–Z sind die Kulturdenkmäler in der Kernstadt der rheinland-pfälzischen Stadt Bad Kreuznach aufgeführt, die sich in den Straßen befinden, die mit den Buchstaben L–Z beginnen. Grundlage ist die Denkmalliste des Landes Rheinland-Pfalz (Stand: 2. August 2023).

## Einzeldenkmäler
| Bezeichnung                                     | Lage                                                   | Baujahr                              | Beschreibung | Bild                           |
| ----------------------------------------------- | ------------------------------------------------------ | ------------------------------------ | --- | ------------------------------ |
| Wohnhaus                                        | Lämmergasse 5 Lage                                     | 1689                                 | zweiteiliges spätbarockes Eckwohnhaus, teilweise Fachwerk, nach 1689; straßenbildprägend | BW                             |
| Wohn- und Geschäftshaus                         | Lämmergasse 9/11 Lage                                  | 15. oder 16. Jahrhundert             | Wohn- und Geschäftshaus, teilweise Fachwerk, Treppenturm, im Kern aus dem 15. oder 16. Jahrhundert, Nr. 9 dreigeschossig | BW                             |
| Wohn- und Geschäftshaus                         | Lämmergasse 13 Lage                                    | spätes 18. Jahrhundert               | Massivbau mit mächtigem Krüppelwalmdach, wohl aus dem späten 18. Jahrhundert | BW                             |
| Wohn- und Geschäftshaus                         | Lämmergasse 26 Lage                                    | 18. Jahrhundert                      | Eckwohn- und Geschäftshaus, teilweise Fachwerk (verputzt), wohl aus dem 18. Jahrhundert, Überformung 1890; Keller vor 1689 | BW                             |
| Wohnhaus                                        | Lämmergasse 28 Lage                                    | 1779                                 | großvolumiges, im Kern barockes Wohnhaus, teilweise Fachwerk (verputzt), bezeichnet 1779, Umbau 1861; Keller vor 1689 | BW                             |
| Wohnhaus                                        | Lämmergasse 34 Lage                                    | um 1700                              | Eckwohnhaus, verputzter Fachwerkbau, um oder bald nach 1700; straßenbildprägend | Fotos hochladen                |
| Wohnhaus                                        | Lauergasse 5 Lage                                      | um 1800                              | zweieinhalbgeschossiges, verputztes Fachwerkwohnhaus, teilweise verschiefert, Ende des 18. oder Anfang des 19. Jahrhunderts; Teil des sogenannten Kleinen Venedigs | BW                             |
| Wohnhaus                                        | Lauergasse 9 Lage                                      | 19. Jahrhundert                      | malerisches, verputztes Fachwerkwohnhaus, 19. Jahrhundert | BW                             |
| Wohnhaus                                        | Lauergasse 11 Lage                                     | 1885                                 | Wohnhaus, gründerzeitlicher Backsteinbau, 1885, Architekt Eduard Zimmermann | BW                             |
| Fischerpforte                                   | Magister-Faust-Gasse Lage                              |                                      | Teil der Stadtbefestigung der Neustadt: Uferbefestigung mit einer Öffnung zum Ellerbach | weitere Bilder Fotos hochladen |
| Wohnhaus                                        | Magister-Faust-Gasse 2 Lage                            | Mitte des 19. Jahrhunderts           | dreigeschossiges Dreifensterhaus, Mitte des 19. Jahrhunderts; Teil des sogenannten Kleinen Venedigs | Fotos hochladen                |
| Wohnhaus                                        | Magister-Faust-Gasse 4 Lage                            | späteres 18. Jahrhundert             | dreigeschossiges Vierfensterhaus, verputzter Fachwerkbau, späteres 18. Jahrhundert; Teil des sogenannten Kleinen Venedigs | Fotos hochladen                |
| Wohnhaus                                        | Magister-Faust-Gasse 6 Lage                            | spätes 18. Jahrhundert               | dreigeschossiges Dreifensterhaus, verputzter Fachwerkbau, spätes 18. Jahrhundert, Vorbauten 1890; Teil des sogenannten Kleinen Venedigs | Fotos hochladen                |
| Wohnhaus                                        | Magister-Faust-Gasse 9 Lage                            | frühes 19. Jahrhundert               | dreigeschossiges Wohnhaus auf unregelmäßigem Grundriss, teilweise Fachwerk, frühes 19. Jahrhundert | Fotos hochladen                |
| Wohnhaus                                        | Magister-Faust-Gasse 15/17 Lage                        | 18. Jahrhundert                      | Doppelwohnhaus, verputzte Fachwerkbauten, wohl aus dem 18. Jahrhundert, Nr. 17 1894 teilweise verändert; straßenbildprägend | weitere Bilder Fotos hochladen |
| Wohnhaus                                        | Magister-Faust-Gasse 21 Lage                           | Anfang des 19. Jahrhunderts          | Zeilenwohnhaus, teilweise Fachwerk (verputzt), Anfang des 19. Jahrhunderts | Fotos hochladen                |
| Städtische Fasseiche                            | Magister-Faust-Gasse 24 Lage                           | 18. Jahrhundert                      | Wohnhaus, verputzter Fachwerkbau, Krüppelwalmdach, 18. Jahrhundert; Teil des sogenannten Kleinen Venedigs | Fotos hochladen                |
| Elt’scher Hof (Eltzer Hof, ehemaliges Burghaus) | Magister-Faust-Gasse 25 Lage                           | 1604                                 | großvolumiges Wohnhaus, barocker Krüppelwalmdachbau über älterem (mittelalterlichem?) Keller, Torfahrt 1821, bezeichnet 1604 (?) | Fotos hochladen                |
| Wohnhaus                                        | Magister-Faust-Gasse 28 Lage                           | um 1800                              | dreigeschossiges Zeilenwohnhaus, teilweise Fachwerk (verputzt), um 1800 mit älteren Teilen, Ladeneinbau 1896; Teil des sogenannten Kleinen Venedigs | Fotos hochladen                |
| Wohnhaus                                        | Magister-Faust-Gasse 30 Lage                           | um 1800                              | dreigeschossiges Zeilenwohnhaus, teilweise Fachwerk (verputzt), um 1800; Teil des sogenannten Kleinen Venedigs | Fotos hochladen                |
| Wohnhaus                                        | Magister-Faust-Gasse 46 Lage                           |                                      | dreigeschossiger Putzbau, Erdgeschoss massiv, die beiden Obergeschosse verputztes Fachwerk | Fotos hochladen                |
| Dr.-Faust-Haus                                  | Magister-Faust-Gasse 47 Lage                           | 1764                                 | Wohn- und Geschäftshaus, Sichtfachwerk wohl von 1764, Krüppelwalmdach, Keller bezeichnet 1590 | weitere Bilder Fotos hochladen |
| Wohnhaus                                        | Magister-Faust-Gasse 48 Lage                           |                                      | dreigeschossiger verputzter Fachwerkbau mit massivem Erdgeschoss | Fotos hochladen                |
| Alte Nahebrücke                                 | Mannheimer Straße Lage                                 | um 1300                              | überspannt die Nahe, den Badewörth und den Mühlenteich, um 1300, mehrfach verändert | weitere Bilder Fotos hochladen |
| Dienheimer Hof                                  | Mannheimer Straße 6 Lage                               | 1563                                 | Renaissancebau, 1563, dreigeschossiger klassizistischer Anbau, Anfang des 19. Jahrhunderts (?) | BW                             |
| Gottschalk des Juden Haus                       | Mannheimer Straße 12 Lage                              | 16. Jahrhundert                      | dreigeschossiges Eckwohn- und Geschäftshaus, mehrteiliger Gebäudekomplex, teilweise aus dem 16. Jahrhundert, im 18. Jahrhundert durch Aufstockung zusammengefasst | BW                             |
| Wohn- und Geschäftshaus                         | Mannheimer Straße 15 Lage                              | 1884                                 | stattliches dreigeschossiges Wohn- und Geschäftshaus, klassizistischer Bruchsteinbau mit Walmdach, 1884 | BW                             |
| Wohn- und Geschäftshaus                         | Mannheimer Straße 16 Lage                              |                                      | dreigeschossiges Wohn- und Geschäftshaus, spätbarocker Fachwerkbau; Keller vor 1689 | BW                             |
| Wohn- und Geschäftshaus                         | Mannheimer Straße 17 Lage                              | 18. Jahrhundert                      | dreigeschossiges Wohn- und Geschäftshaus, verputzter Fachwerkbau mit Walmdach, 18. Jahrhundert, Ladeneinbau um 1897; Keller vor 1689 | BW                             |
| Wohn- und Geschäftshaus                         | Mannheimer Straße 19 Lage                              | 18. Jahrhundert                      | dreigeschossiges Wohn- und Geschäftshaus, verputzter Fachwerkbau mit Mansarddach, 18. Jahrhundert, Ladeneinbau 1904 | BW                             |
| Wohn- und Geschäftshaus                         | Mannheimer Straße 21 Lage                              | drittes Viertel des 19. Jahrhunderts | dreieinhalbgeschossiges Wohn- und Geschäftshaus, spätklassizistische Motive, wohl aus dem dritten Viertel des 19. Jahrhunderts | BW                             |
| Wohn- und Geschäftshaus                         | Mannheimer Straße 22 Lage                              | 1764                                 | dreigeschossiges Wohn- und Geschäftshaus, verputzter Fachwerkbau mit Walmdach, bezeichnet 1764 und 1864 (klassizistischer Umbau); zwei Keller vor 1689 | BW                             |
| Wohn- und Geschäftshaus                         | Mannheimer Straße 27 Lage                              | 18. Jahrhundert                      | dreigeschossiges Eckwohn- und Geschäftshaus, verputzter Fachwerkbau, 18. Jahrhundert; Keller vor 1689 | BW                             |
| Wohn- und Geschäftshaus                         | Mannheimer Straße 29 Lage                              |                                      | dreigeschossiges Eckwohn- und Geschäftshaus, spätbarocker, verbretterter Fachwerkbau | BW                             |
| Wohn- und Geschäftshäuser                       | Mannheimer Straße 32, 34, 36 Lage                      | 17. Jahrhundert                      | Nr. 32 dreigeschossiges Wohn- und Geschäftshaus, Fachwerkbau, 17. Jahrhundert (?), Nr. 34 verputzter Fachwerkbau, Nr. 36 teilweise Fachwerk | BW                             |
| Löwenapotheke                                   | Mannheimer Straße 35 Lage                              | 1853                                 | Wohn- und Geschäftshaus, imposanter Neurenaissancebau, 1853, Aufstockung mit Walmdach 1950, Architekt Max Weber | BW                             |
| Wohn- und Geschäftshaus                         | Mannheimer Straße 39 Lage                              | spätes 18. Jahrhundert               | viergeschossiges Wohn- und Geschäftshaus, Fachwerkbauten, spätes 18. Jahrhundert, im 19. Jahrhundert klassizistisch überformt und verputzt, Keller vor 1689 | BW                             |
| Treppe                                          | Mannheimer Straße, in Nr. 40 Lage                      |                                      | dreigeschossige spätgotische Wendeltreppe | BW                             |
| Wohn- und Geschäftshaus                         | Mannheimer Straße 41 Lage                              | spätes 18. Jahrhundert               | viergeschossiges Wohn- und Geschäftshaus, Fachwerkbauten, spätes 18. Jahrhundert, im 19. Jahrhundert klassizistisch überformt und verputzt | BW                             |
| Brückenhaus                                     | Mannheimer Straße 43 Lage                              | 1849                                 | dreigeschossiges Eckwohn- und Geschäftshaus, teilweise Marmor, 1849; Teil des sogenannten Kleinen Venedigs | BW                             |
| Brückenhaus                                     | Mannheimer Straße 45 Lage                              | 18. oder 19. Jahrhundert             | dreigeschossiges Zeilenwohn- und Geschäftshaus, verputzter Fachwerkbau mit Mansarddach, 18. oder 19. Jahrhundert | BW                             |
| Wohn- und Geschäftshaus                         | Mannheimer Straße 47 Lage                              | 18. Jahrhundert                      | dreigeschossiges Eckwohn- und Geschäftshaus, teilweise Fachwerk (verputzt), Walmdach, 18. Jahrhundert | BW                             |
| Wohn- und Geschäftshaus                         | Mannheimer Straße 49 Lage                              | 1905                                 | dreigeschossiges Eckwohn- und Geschäftshaus, Klinkerbau, 1905, Architekten Henke & Sohn | Fotos hochladen                |
| Wohn- und Geschäftshaus                         | Mannheimer Straße 52 Lage                              | zweite Hälfte des 18. Jahrhunderts   | viergeschossiges spätbarockes Wohn- und Geschäftshaus, teilweise Fachwerk (verputzt), zweite Hälfte des 18. Jahrhunderts; Teil des sogenannten Kleinen Venedigs | BW                             |
| Wohn- und Geschäftshaus                         | Mannheimer Straße 53/55 Lage                           | 18. Jahrhundert                      | dreigeschossiges spätbarockes Doppelhaus, 18. Jahrhundert, klassizistische Überformung im 19. Jahrhundert; Keller wohl um 1500 | BW                             |
| Wohn- und Geschäftshaus                         | Mannheimer Straße 54 Lage                              | zweite Hälfte des 18. Jahrhunderts   | viergeschossiges spätbarockes Wohn- und Geschäftshaus, teilweise Fachwerk (verputzt), zweite Hälfte des 18. Jahrhunderts; Teil des sogenannten Kleinen Venedigs | BW                             |
| Wohn- und Geschäftshaus                         | Mannheimer Straße 56 Lage                              | zweite Hälfte des 18. Jahrhunderts   | dreigeschossiges Zeilenwohn- und Geschäftshaus, teilweise Fachwerk (verputzt), zweite Hälfte des 18. Jahrhunderts, Anbau auf Knaggen; Teil des sogenannten Kleinen Venedigs | BW                             |
| Wohn- und Geschäftshaus                         | Mannheimer Straße 60 Lage                              | 18. Jahrhundert                      | dreigeschossiges Wohn- und Geschäftshaus, verputzter Fachwerkbau mit Walmdach, 18. Jahrhundert; ältere Keller | BW                             |
| Wohn- und Geschäftshaus                         | Mannheimer Straße 62 Lage                              | 1671                                 | zweiachsiges Wohn- und Geschäftshaus, teilweise Fachwerk, bezeichnet 1671, Mansarddach 18. Jahrhundert | BW                             |
| Wohn- und Geschäftshaus                         | Mannheimer Straße 64 Lage                              | zweite Hälfte des 18. Jahrhunderts   | viergeschossiges Wohn- und Geschäftshaus, teilweise Fachwerk (verputzt), zweite Hälfte des 18. Jahrhunderts; Keller vor 1689 | BW                             |
| Wohn- und Geschäftshaus                         | Mannheimer Straße 66 Lage                              |                                      | dreigeschossige verputzte Fachwerkbauten mit Mansarddächern, Umbau im 19. und 20. Jahrhundert | BW                             |
| Fachwerkhaus                                    | Mannheimer Straße 68 Lage                              | 18. Jahrhundert                      | viergeschossiges Fachwerkhaus (verkleidet), 18. Jahrhundert | BW                             |
| Brückenhaus                                     | Mannheimer Straße 69/71 Lage                           | vor 1618                             | Krüppelwalmdachbau, teilweise Fachwerk verputzt und verschiefert, im Kern vor 1618; rückwärtig viergeschossiger Querbau mit Treppengiebeln, 1933 ff., Architekt Fr. K. Rheinstädter | BW                             |
| Wohn- und Geschäftshaus                         | Mannheimer Straße 77, Mühlenstraße 2 Lage              | um 1600                              | dreigeschossiges Wohn- und Geschäftshaus, teilweise Zierfachwerk, um 1600, Mansarddach um 1700; Mühlenstraße 2 gleichzeitig | Fotos hochladen                |
| Wohn- und Geschäftshaus                         | Mannheimer Straße 78 Lage                              | nach 1689                            | dreigeschossiges Zeilenwohn- und Geschäftshaus, wohl nach 1689, Klinkerfassade 1895, Architekt Fr. K. Rheinstädter; Keller älter | Fotos hochladen                |
| Schwanenapotheke                                | Mannheimer Straße 88, Kurhausstraße 1 Lage             | 1903                                 | zwei- und dreigeschossiges Wohn- und Geschäftshaus, anspruchsvoller Neurenaissancebau, 1903, Architekt Hans Best | Fotos hochladen                |
| Brückenhaus                                     | Mannheimer Straße 90 Lage                              | 1829                                 | Wohn- und Geschäftshaus mit Mansarddach, 1829 | BW                             |
| Wohn- und Geschäftshaus                         | Mannheimer Straße 91 Lage                              | 1903                                 | viergeschossiges Wohn- und Geschäftshaus, anspruchsvoller späthistoristischer Putzbau, 1903, Architekt Kaspar Bauer; Keller älter | BW                             |
| Brückenhaus                                     | Mannheimer Straße 92 Lage                              | 1595                                 | zwei- und viergeschossiger Putzbau, im Kern von 1595, Erweiterung 1867, Überformung 1890, Architekt Wilhelm Metzger | Fotos hochladen                |
| Brückenhaus                                     | Mannheimer Straße 94 Lage                              | 1609                                 | dreigeschossiger Fachwerkbau, verputzt und verschiefert, 1609 | Fotos hochladen                |
| Brückenhaus                                     | Mannheimer Straße 96 Lage                              | 1612                                 | breitgelagerter verputzter Fachwerkbau, 1612 | Fotos hochladen                |
| Wohn- und Geschäftshaus                         | Mannheimer Straße 99 Lage                              | 18. Jahrhundert                      | Zeilenwohn- und Geschäftshaus, barocker Mansarddachbau, 18. Jahrhundert | Fotos hochladen                |
| Wohn- und Geschäftshaus                         | Mannheimer Straße 101 Lage                             | 18. Jahrhundert                      | Zeilenwohn- und Geschäftshaus, barocker Mansarddachbau, 18. Jahrhundert | BW                             |
| Plakette                                        | Mannheimer Straße, an Nr. 114 Lage                     |                                      | Bronzeplakette mit Büstenbild von Feldmarschall Gebhard Leberecht von Blücher | Fotos hochladen                |
| Einhornapotheke                                 | Mannheimer Straße 128 Lage                             | 1883                                 | dreigeschossiger Backsteinbau mit Mansardwalmdach, Neurenaissance, 1883, Architekt Heinrich Ruppert | BW                             |
| Wohn- und Geschäftshaus                         | Mannheimer Straße 130/132 Lage                         | 1905/06                              | viergeschossiges Eckwohn- und Geschäftshaus, Neurenaissance- und Jugendstilmotive, 1905/06, Architekt Hans Best | BW                             |
| Wohn- und Geschäftshaus                         | Mannheimer Straße 198/198a Lage                        | 1896/97                              | achsensymmetrisches Doppelwohn- und Geschäftshaus, gründerzeitlicher Klinkerbau mit Mansardwalmdach, 1896/97, Architekt Heinrich Ruppert | BW                             |
| Wohnhaus                                        | Mannheimer Straße 209 Lage                             | 1889/90                              | Eckwohnhaus, Backsteinbau, Neurenaissancemotive, 1889/90, Architekt Heinrich Ruppert | BW                             |
| Wohn- und Geschäftshaus                         | Mannheimer Straße 230 Lage                             | 1898                                 | dreigeschossiges Eckwohn- und Geschäftshaus, Backsteinbau mit Mansardwalmdach, Neurenaissance, 1898, Architekt Wilhelm Metzger | BW                             |
| Wohnhaus                                        | Mannheimer Straße 232/232a Lage                        | 1900/01                              | dreigeschossiges Wohnhaus, Klinkerbau mit Mansarddach, Neurenaissancemotive, 1900/01, Architekt Wilhelm Metzger | BW                             |
| Wohnhaus                                        | Mannheimer Straße 240 Lage                             | 1899                                 | dreigeschossiges Zeilenwohnhaus, Klinkerbau, Neurenaissance, 1899, Architekt Wilhelm Metzger | BW                             |
| Wohnhaus                                        | Mannheimer Straße 254 Lage                             | 1900                                 | villenartiges Wohnhaus, Mansarddachbau, Neurenaissance, 1900, Architekt wohl Hermann Herter | BW                             |
| Wohnhaus                                        | Mannheimer Straße 256 Lage                             | 1902/03                              | villenartiges Wohnhaus, Mansardwalmdachbau, Neurenaissancemotive, 1902/03, Architekt Hermann Herter | BW                             |
| Wohnhaus                                        | Manteuffelstraße 1, Prinz-Friedrich-Karl-Straße 2 Lage | 1921/22                              | Doppelwohnhaus mit Krüppelwalmdach, klassizistische, Heimatstil- und Art-Déco-Motive, 1921/22, Architekt Wilhelm Koban, Darmstadt | BW                             |
| Villa                                           | Manteuffelstraße 3 Lage                                | 1925/26                              | herrschaftliche Villa, neubarocker Walmdachbau, 1925/26, Architekt Richard Starig; tempelartige Garage, Gartenhäuschen | BW                             |
| Wohnhaus                                        | Mathildenstraße 1 Lage                                 | 1903                                 | zweieinhalbgeschossiges Eckwohnhaus, Backsteinbau mit Putzflächen, 1903, Architekt August Henke & Sohn; Pferdestall, eingeschossiger Walmdachbau, 1904 | BW                             |
| Weingut Herf                                    | Matthäushof 2 Lage                                     | um 1780                              | Winkelbau mit Mansarddach, um 1780; am Südrisalit Fragmente des spätmittelalterlichen Vorgängers | BW                             |
| Wohnhaus                                        | Metzgergasse 16 Lage                                   | 17. oder 18. Jahrhundert             | Wohnhaus, teilweise Fachwerk, 17. oder 18. Jahrhundert | BW                             |
| Wohnhaus                                        | Mittlerer Flurweg 2/4 Lage                             | 1925                                 | Doppelwohnhaus mit Walmdach, Art-Déco-Motive, 1925, Architekt Düttermann | BW                             |
| Wohnhaus                                        | Mittlerer Flurweg 6/8 Lage                             | 1925                                 | Doppelwohnhaus mit Walmdach, Art-Déco-Motive, 1925, Architekt Düttermann | BW                             |
| Wohnhaus                                        | Mittlerer Flurweg 18/20 Lage                           | 1925                                 | Doppelwohnhaus mit Walmdach, Art-Déco-Motive, 1925, Architekt Düttermann | BW                             |
| Wohnhaus                                        | Mittlerer Flurweg 30/32, Rheinstraße 16 Lage           | 1930/31                              | langgestrecktes Eckwohnhaus mit Walmdach, 1930/31, Architekt Karl Heep | BW                             |
| Villa                                           | Moltkestraße 3 Lage                                    | 1913/14                              | Villa, kubischer Walmdachbau, 1913/14, Architekt Hans Best, neuklassizistischer Vorbau 1939 | BW                             |
| Villa                                           | Moltkestraße 6 Lage                                    | 1914/15                              | Walmdach-Villa, Freitreppe, 1914/15, Architekt Willibald Hamburger | BW                             |
| Wohn- und Geschäftshaus                         | Mühlenstraße 5 Lage                                    | 1881/82                              | dreigeschossiges Wohn- und Geschäftshaus, späthistoristischer Zweispänner, 1881/82, Architekt R. Wagner | Fotos hochladen                |
| Wohn- und Geschäftshaus                         | Mühlenstraße 7 Lage                                    | um 1600                              | Wohn- und Geschäftshaus, im Kern angeblich um 1600, Ladeneinbau Mitte des 19. Jahrhunderts | BW                             |
| Wohn- und Gasthaus                              | Mühlenstraße 10 Lage                                   |                                      | langgestrecktes Wohn- und Gasthaus, Umbau mit neuklassizistischen Motiven, 1897, Architekten Gebrüder Lang | BW                             |
| Wohn- und Geschäftshaus                         | Mühlenstraße 11 Lage                                   | um 1800                              | langgestrecktes Wohn- und Geschäftshaus, wohl um 1800, Ladeneinbauten 19. Jahrhundert | BW                             |
| Mehlwaage                                       | Mühlenstraße 21 Lage                                   | Mitte des 18. Jahrhunderts           | Mansarddachbau, teilweise Fachwerk (verputzt), Mitte des 18. Jahrhunderts | weitere Bilder Fotos hochladen |
| Tress’sche Mühle                                | Mühlenstraße 23/25, 32/34 Lage                         | 1816                                 | dreigeschossiger Gebäudekomplex, bezeichnet 1816, teilweise Ausbau 1898/99, Umbau 1942/43, Architekt Max Weber | Fotos hochladen                |
| Wohnhaus                                        | Mühlenstraße 33 Lage                                   | zweite Hälfte des 19. Jahrhunderts   | Dreifensterhaus, Backsteinbau, zweite Hälfte des 19. Jahrhunderts | Fotos hochladen                |
| Bankgebäude                                     | Mühlenstraße 37 Lage                                   | 1901/02                              | ehemalige Reichsbank; dreigeschossiger Eckbau, repräsentativer barockisierender Sandsteinquaderbau mit Mansardwalmdach, 1901/02, Architekten Curjel & Moser, Karlsruhe | Fotos hochladen                |
| Fabrikgebäude                                   | Mühlenstraße 78 Lage                                   | um 1880                              | ehemalige Möbelfabrik und Tischlerei der Gebrüder Holz; großvolumiger dreigeschossiger Backsteinbau mit Walmdach, um 1880 | BW                             |
| Wohnhaus                                        | Mühlenstraße 84 Lage                                   | 1891/92                              | anspruchsvoller Backsteinbau, Neurenaissance, 1891/92, Architekt Philipp Hassinger | BW                             |
| Hotel Quellenhof                                | Nachtigallenweg 2 Lage                                 | 1912/13                              | dreiteiliger Walmdachbau mit dreigeschossigem Mittelteil, 1912/13, Architekt Hugo Völker | Fotos hochladen                |
| Villa                                           | Neufelder Weg 65 Lage                                  | 1930/31                              | gusssteingegliederter Walmdachbau, 1930/31, Architekt Hans Best & Co | BW                             |
| Wohnhaus                                        | Neufelder Weg 67 Lage                                  | 1920er Jahre                         | villenartiges Wohnhaus auf L-förmigem Grundriss, Walmdach, 1920er Jahre | BW                             |
| Villa                                           | Neufelder Weg 79 Lage                                  | 1929                                 | imposante Walmdach-Villa, 1929, Architekt Hans Best | BW                             |
| Wohnhaus                                        | Oranienstraße 3 Lage                                   | 1876/77                              | großvolumiges dreigeschossiges Wohnhaus mit rückwärtigem Anbau, klassizistische Motive, 1876/77, Architekt J. Lang | BW                             |
| Villa                                           | Oranienstraße 4a Lage                                  | 1903/04                              | Gründerzeit-Villa, teilweise Fachwerk, 1903/04, Architekt Peter Kreuz | BW                             |
| Villa                                           | Oranienstraße 7, Salinenstraße 75 Lage                 | 1902/03                              | dreigeschossige Doppelvilla mit Walmdach, Neurenaissancemotive, 1902/03, Architekt Peter Kreuz | BW                             |
| Wohnhaus                                        | Oranienstraße 10/12 Lage                               | 1905/06                              | villenartiges Doppelwohnhaus mit Walmdach, Jugendstil-Motive, 1905/06, Architekt Peter Kreuz | BW                             |
| Wohnhaus                                        | Oranienstraße 13/15 Lage                               | 1903/04                              | villenartiges Doppelwohnhaus, Klinkerbau mit Walmdach, Neurenaissance, 1903/04, Architekt Peter Kreuz | BW                             |
| Villa                                           | Oranienstraße 14 Lage                                  | 1906                                 | aufwändige landhausartige Villa, 1906, Architekt Peter Kreuz | BW                             |
| Wohnhaus                                        | Oranienstraße 17 Lage                                  | 1905/06                              | villenartiges Wohnhaus mit Walmdach, Neurenaissance- und Jugendstil-Motive, 1905/06, Architekt Peter Kreuz | BW                             |
| Wohnhaus                                        | Oranienstraße 19 Lage                                  | 1904/05                              | villenartiges Wohnhaus mit bewegter Dachlandschaft, Neurenaissancemotive, 1904/05, Architekt Peter Kreuz (?) | BW                             |
| Wohnhäuser                                      | Pestalozzistraße 4, 6, 8 Lage                          | 1925/26                              | eingeschossige Mansarddachbauten, 1925/26, Architekt Karl Heep | BW                             |
| Villa                                           | Pestalozzistraße 5 Lage                                | 1926/27                              | eingeschossige Villa, teilweise abgewalmtes Mansarddach, 1926/27, Architekt Martin Au | BW                             |
| Wohnhaus                                        | Pestalozzistraße 9 Lage                                | 1926                                 | villenartiges Wohnhaus mit Walmdach, 1926, Architekt Peter Riedle | BW                             |
| Wohnhaus                                        | Pfingstwiese 7/7a Lage                                 | 1906/07                              | Wohnhaus mit Kellerei, Backsteinbau mit Walmdach, 1906/07, Architekt C. W. Kron | BW                             |
| Wohnhaus                                        | Philippstraße 3 Lage                                   | 1900/01                              | zweieinhalbgeschossiges Eckwohnhaus, Neurenaissancemotive, 1900/01, Architekten Gebrüder Lang | BW                             |
| Wohnhaus                                        | Philippstraße 5 Lage                                   | 1895/96                              | Eckwohnhaus, Gelbklinkerbau mit Walmdach, Neurenaissancemotive, 1895/96, Architekten Gebrüder Lang | BW                             |
| Villa                                           | Philippstraße 6 Lage                                   | 1900/01                              | herrschaftliche Villa mit Mansardwalmdach, Neurenaissancemotive, 1900/01 | BW                             |
| Wohnhaus                                        | Philippstraße 8 Lage                                   | 1900/01                              | villenähnlicher Mansardwalmdachbau, Eckturm mit Loggia, Neurenaissancemotive, 1900/01, Architekt Heinrich Müller | BW                             |
| Wohnhaus                                        | Philippstraße 9 Lage                                   | 1906/07                              | Wohnhaus, Klinkerbau mit Walmdach, Neurenaissancemotive, 1906/07, Architekt Friedrich Metzger | BW                             |
| Wohnhaus                                        | Philippstraße 10 Lage                                  | 1902                                 | villenartiges Wohnhaus, anspruchsvoller Mansardwalmdachbau, Neurenaissancemotive, bezeichnet 1902, Architekt wohl Heinrich Müller | BW                             |
| Grundschule Planiger Straße                     | Planiger Straße 4 Lage                                 | 1870                                 | spätklassizistischer Porphyrquaderbau mit Walmdach, 1870 | BW                             |
| Wohnhäuser                                      | Planiger Straße 15/15a Lage                            | 1908/09                              | dreigeschossige sandsteingegliederte Putzbauten, Neurenaissancemotive, 1908/09, Architekt Kaspar Bauer; Nr. 15 mit turmartigem Erker, 15a mit Mittelrisalit; platzbildprägend | BW                             |
| Wohn- und Geschäftshaus                         | Planiger Straße 27 Lage                                | 1896/97                              | zweieinhalbgeschossiges Eckwohn- und Geschäftshaus mit Kellereigebäude, Klinkerbau mit Walmdach, 1896/97, Architekt August Henke | BW                             |
| Fabrikanlage                                    | Planiger Straße 139–147 Lage                           | 1911                                 | Fabrikanlage der Seitz-Ensinger-Noll-Maschinenbau AG; anspruchsvoller dreieinhalbgeschossiger neuklassizistischer Walmdachbau, 1911, Architekt Hans Best, Erweiterung 1912; eingeschossiger Shedbau, 1928/29, Architekt Erwin Hahn                                                           | BW                             |
| Katholische Pfarrkirche St. Nikolaus            | Poststraße Lage                                        | 13. und 14. Jahrhundert              | dreischiffige Basilika, im Wesentlichen aus dem 13. und 14. Jahrhundert, Mitte des 15. Jahrhunderts verlängert, 1713 teilweise barockisiert, 1897–1905 teilweise verändernde Renovierung mit Turm, Architekt Ludwig Becker, Mainz; mit Ausstattung; außen spätbarockes Kruzifix, 1777        | weitere Bilder Fotos hochladen |
| Stadtschreiberei                                | Poststraße 7 Lage                                      | 1540                                 | dreigeschossiger Renaissancebau, teilweise Zierfachwerk, Krüppelwalmdach, 1540; Ladeneinbau und Putzfassade 19. Jahrhundert | Fotos hochladen                |
| Wohn- und Geschäftshaus                         | Poststraße 8 Lage                                      | Mitte des 19. Jahrhunderts           | großvolumiges Wohn- und Geschäftshaus; dreigeschossiger Walmdachbau, teilweise Fachwerk (verputzt), Ladenarkaden, Mitte des 19. Jahrhunderts | Fotos hochladen                |
| Wohn- und Geschäftshaus                         | Poststraße 11 Lage                                     | 18. Jahrhundert                      | dreigeschossiger fünfachsiger Fachwerkbau (verputzt), teilweise massiv, 18. Jahrhundert | Fotos hochladen                |
| Wohn- und Geschäftshaus                         | Poststraße 15 Lage                                     | 18. Jahrhundert                      | Zeilenwohn- und Geschäftshaus; Fachwerkbau (verputzt), wohl noch aus dem 18. Jahrhundert; Keller älter | Fotos hochladen                |
| Wohn- und Geschäftshaus                         | Poststraße 17 Lage                                     | Mitte des 19. Jahrhunderts           | dreigeschossiges, zweiteiliges Wohn- und Geschäftshaus, teilweise Fachwerk; Dreifensterhaus, Mitte des 19. Jahrhunderts, Umbau und Erweiterung 1899/1900, Architekt Hans Best; Keller älter                                                                                                  | Fotos hochladen                |
| Burghaus „Zum Braunshorn“                       | Poststraße 21 Lage                                     | um 1573                              | dreigeschossiger Mansarddachbau, teilweise Fachwerk (verputzt), im Kern um 1573 (bezeichnet Treppenturm), Aufstockung und Erneuerung wohl im 18. Jahrhundert | Fotos hochladen                |
| Villa                                           | Priegerpromenade 1 Lage                                | 1895/96                              | repräsentative historistische Walmdach-Villa, bezeichnet 1895/96, Architekt Wilhelm Jost, Berlin | weitere Bilder Fotos hochladen |
| Villa                                           | Priegerpromenade 3 Lage                                | 1906/07                              | großvolumige Jugendstilvilla mit Motiven der Burgenarchitektur, 1906/07, Architekt Peter Kreuz | Fotos hochladen                |
| Villa                                           | Priegerpromenade 7 Lage                                | 1906/07                              | herrschaftliche Villa, Neurenaissance- und Jugendstil-Motive, Doppelturm-Toranlage, 1906/07, Architekt Hans Best | weitere Bilder Fotos hochladen |
| Villa                                           | Priegerpromenade 9 Lage                                | 1905                                 | herrschaftliche landhausartige Villa, Neurenaissance- und Jugendstil-Motive, 1905, Architekt Hans Best | BW                             |
| Logier- und Badehaus                            | Priegerpromenade 17 Lage                               | um 1870                              | herrschaftlicher dreieinhalbgeschossiger neuklassizistischer Walmdachbau, um 1870, Architekt Ludwig Bohnstedt | BW                             |
| Villa Elisa                                     | Priegerpromenade 21 Lage                               | um 1870                              | imposanter zweieinhalbgeschossiger Putzbau auf asymmetrischem Grundriss, Treppenturm, um 1870 | BW                             |
| Villa                                           | Prinz-Friedrich-Karl-Straße 4 Lage                     | 1916/17                              | großformatig gegliederter Walmdachbau, 1916/17, Architekt Willibald Hamburger | BW                             |
| Villa                                           | Raugrafenstraße 2 Lage                                 | 1927/28                              | kubischer Walmdachbau, 1927/28, Architekt Wolfgang Goecke | BW                             |
| Villa                                           | Raugrafenstraße 4 Lage                                 | 1927/28                              | kleine Villa, kubischer Walmdachbau, 1927/28, Architekt Paul Gans | BW                             |
| Wohnhaus                                        | Reitschule 12 Lage                                     | 1903/04                              | Wohnhaus mit Walmdach, Neurenaissancemotive, 1903/04, Architekt Jacob Karst | BW                             |
| Wohnhaus                                        | Reitschule 14 Lage                                     | 1903                                 | villenartiges Wohnhaus mit Walmdach, Neurenaissancemotive, 1903, Architekt Jacob Karst | BW                             |
| Villa                                           | Reitschule 16 Lage                                     | 1903                                 | großvolumige Villa mit Walmdach und Dachturm, Neurenaissance- und Jugendstil-Motive, 1903, Architekt Jacob Karst | BW                             |
| Wohnhaus                                        | Reitschule 17/19 Lage                                  | 1898                                 | Doppelwohnhaus im Landhausstil, Neurenaissancemotive, 1898, Architekt Jacob Karst | BW                             |
| Wohnhaus                                        | Reitschule 21 Lage                                     | 1901                                 | Wohnhaus, Backsteinbau mit Walmdach, Neurenaissancemotive, 1901, Architekt Jacob Karst | BW                             |
| Kuhtempel                                       | Rheingrafenstraße Lage                                 | vor 1840                             | klassizistischer Aussichtspavillon, kurz vor 1840 | Fotos hochladen                |
| Wohnhaus der Bildhauerfamilie Cauer             | Rheingrafenstraße 1 Lage                               | 1901                                 | klassizistischer Putzbau, 1839, kleiner Atelierbau, 1901, Architekt Jacob Karst | BW                             |
| Wohnhaus                                        | Rheingrafenstraße 1a Lage                              | 1901/02                              | Wohnhaus, Neurenaissancebau, 1901/02, Architekt Jean Rheinstädter | BW                             |
| Verbandsgemeindeverwaltung                      | Rheingrafenstraße 2 Lage                               | 1905/06                              | ehemaliges Kreisbauamt; villenartiges Behördenhaus, späthistoristischer Mansardwalmdachbau, 1905/06, Architekt Jacob Damm | BW                             |
| Wohnhaus                                        | Rheingrafenstraße 3 Lage                               | 1903/04                              | anspruchsvolles Wohnhaus mit Mansardwalmdach, Neurenaissancemotive, 1903/04, Architekten Gebrüder Lang | BW                             |
| Wohnhaus                                        | Rheingrafenstraße 5 Lage                               | 1895                                 | anspruchsvolles Eckwohnhaus, Backsteinbau mit Mansardwalmdach, Neurenaissancemotive, 1895, Architekten Gebrüder Lang | BW                             |
| Villa                                           | Rheingrafenstraße 15 Lage                              | 1889                                 | Gründerzeitvilla, Backsteinbau mit Walmdach, Neurenaissancemotive, bezeichnet 1889, Architekt Philipp Hassinger; bauzeitliches Kellereigebäude | BW                             |
| Wohnhäuser                                      | Rheingrafenstraße 19/19a Lage                          | 1900/01                              | Putzbauten, teilweise Fachwerk, mehrteiliges Walmdach, 1900/01, Architekt Kaspar Bauer | BW                             |
| Wohnblock                                       | Rheingrafenstraße 27, Graf-Siegfried-Straße 1/3 Lage   | 1912/13                              | Dreihäuserblock mit Offizierswohnungen, 1912/13, Architekt Wilhelm Koban, Darmstadt | BW                             |
| Villa                                           | Rheingrafenstraße 34 Lage                              | 1902                                 | herrschaftliche Villa mit Mansardwalmdach und Eckturm, Neurenaissancemotive, 1902, Architekt Jacob Metzger | BW                             |
| Villa                                           | Rheingrafenstraße 35 Lage                              | 1903/04                              | herrschaftliche Villa, Eckturm mit Zeltdach, Neurenaissance- und Jugendstil-Motive, 1903/04, Architekt Hans Best; straßenbildprägend | BW                             |
| Villa                                           | Rheingrafenstraße 36 Lage                              | 1908/09                              | Villa im Landhausstil, 1908/09, Architekt Hans Best | BW                             |
| Villa                                           | Rheingrafenstraße 37 Lage                              | 1905/06                              | repräsentative Villa im Landhausstil, eingeschossiger Putzbau mit zweigeschossig ausgebautem Dach, 1905/06, Architekt Hans Weszkalnys, Saarbrücken | BW                             |
| Villa                                           | Rheingrafenstraße 38 Lage                              | 1921                                 | landhausartige Villa, großvolumiger Putzbau mit Sattel- und Walmdach, 1921, Architekt Alexander Ackermann | BW                             |
| Villa                                           | Rheingrafenstraße 46 Lage                              | 1935                                 | Villa mit Walmdach, Klinkerfachwerk, 1935, Architekt Paul Schmitthenner, Stuttgart | BW                             |
| Wohnhaus                                        | Ringstraße 94/96 Lage                                  | 1899                                 | Doppelhaus, Klinkerbau mit Mansardwalmdach, Neurenaissance, bezeichnet 1899, Architekt Wilhelm Metzger | BW                             |
| Ringschule                                      | Ringstraße 112 Lage                                    | 1926 ff.                             | Grund- und Hauptschule; dreigeschossiger Mansarddachbau, Art-Déco-Motive, 1926 ff., Architekt Willibald Hamburger; bauzeitliches Hausmeisterhäuschen | BW                             |
| Wohn- und Geschäftshaus                         | Römerstraße 1 Lage                                     | 1905                                 | dreigeschossiges Eckwohn- und Geschäftshaus, anspruchsvoller Gründerzeitbau, bezeichnet 1905 | BW                             |
| Wohn- und Geschäftshaus                         | Römerstraße 1a Lage                                    | um 1900                              | schmaler dreigeschossiger Jugendstilbau, um 1900 | BW                             |
| Villa                                           | Röntgenstraße 6 Lage                                   | 1926/27                              | Villa mit Mansardwalmdach, 1926/27, Architekt Karl Heep | BW                             |
| Wohnhaus                                        | Röntgenstraße 16 Lage                                  | 1907/08                              | Wohnhaus mit Sattel- bzw. Mansarddach, Schwebegiebel, 1907/08, Architekt Gustav Ziemer, Düsseldorf | BW                             |
| Wohnhaus                                        | Röntgenstraße 20, Gustav-Pfarrius-Straße 30 Lage       | 1935                                 | Doppelhaus; Walmdachbau auf Backsteinsockel, 1935, Architekt Karl Schneider | BW                             |
| Wohnhaus                                        | Röntgenstraße 22/24 Lage                               | 1927/28                              | Doppelhaus; Walmdachbau mit schieferverkleideten Eckerkern, 1927/28, Architekt Richard Starig | BW                             |
| Wohnhäuser                                      | Röntgenstraße 25, 27, 29, 31 Lage                      | 1925/26                              | Baugruppe aus vier kleinen zweigeschossigen Einfamilienhäusern, Walmdachbauten mit Giebelrisaliten, 1925/26, Architekt Hugo Völker | BW                             |
| Wohnhaus                                        | Röntgenstraße 33 Lage                                  | 1926/27                              | villenartiges Wohnhaus, kubischer Walmdachbau, 1926/27, Architekt Conrad Schneider; straßenbildprägend | BW                             |
| Villa                                           | Roonstraße 3 Lage                                      | 1916/17                              | Villa mit mansardartig gestuftem Walmdach, 1916/17, Architekt Philipp Hassinger | BW                             |
| Kindergarten                                    | Rosengarten 2 Lage                                     | 1898 ff.                             | ehemalige Hauptschule; gründerzeitlicher Backsteinbau mit abgewalmten Dächern, 1898 ff., Architekt Friedrich Hartmann | BW                             |
| Maison Bold                                     | Roßstraße 6 Lage                                       | um 1850                              | Wohn- und Geschäftshaus, klassizistischer Putzbau, um 1850 | BW                             |
| Wohnhaus                                        | Roßstraße 25 Lage                                      | 1881/82                              | gründerzeitliches Eckwohnhaus, Walmdachbau mit Kniestock, Neurenaissancemotive, 1881/82, Architekt J. Schaeffer; Keller um 1600 | BW                             |
| Gasthaus                                        | Roßstraße 33/33a Lage                                  | um 1860                              | dreigeschossiger Putzbau mit antikisierender Ornamentik, um 1860 | BW                             |
| Wohnhaus                                        | Roßstraße 35 Lage                                      | um 1860                              | dreigeschossiges klassizistisch gegliedertes Wohnhaus, um 1860 | BW                             |
| Villa                                           | Rüdesheimer Straße 11 Lage                             | nach 1900                            | Villa mit Kniestock, Landhausstil, bald nach 1900 | BW                             |
| Wohnhaus                                        | Rüdesheimer Straße 21 Lage                             | um 1850                              | anspruchsvoll gegliedertes Wohnhaus, um 1850 | BW                             |
| Wohnhaus                                        | Rüdesheimer Straße 38 Lage                             | frühe 1870er Jahre                   | Wohnhaus, klassizistisch gegliederter Backsteinbau, frühe 1870er Jahre | BW                             |
| Wohn- und Geschäftshaus                         | Rüdesheimer Straße 46, 48 und 50 Lage                  | 1906/07                              | dreiteiliges Eckwohn- und Geschäftshaus, historistischer Backsteinbau mit Mansarddach, 1906/07, Architekt Fritz Wagner | BW                             |
| Wohn- und Geschäftshaus                         | Rüdesheimer Straße 52 Lage                             | 1907                                 | Eckwohn- und Geschäftshaus, historistischer Backsteinbau mit Mansarddach, 1907, Architekt Joseph Reuther | BW                             |
| Wohnhaus                                        | Rüdesheimer Straße 58 Lage                             | 1891/92                              | gründerzeitliches Eckwohnhaus, Backsteinbau, Neurenaissancemotive, 1891/92, Architekt Karl Keller | BW                             |
| Wohnhaus                                        | Rüdesheimer Straße 74 Lage                             | 1903/04                              | historistisches Zeilenwohnhaus mit Torfahrt, Backsteinbau mit Mansarddach, 1903/04, Architekt Joseph Buther | BW                             |
| Villa und Kellereigebäude                       | Rüdesheimer Straße 87 Lage                             | 1894/95                              | Villa und Kellereigebäude, herrschaftlicher Putzbau mit Walmdächern, Neurenaissancemotive, 1894/95, Architekt Friedrich Metzger | BW                             |
| Wohnhäuser                                      | Saline Karlshalle 3, 4, 6, 7 Lage                      | 1732                                 | eingeschossige barocke Wohnhäuser, verputzte Fachwerkbauten (außer Nr. 4), Nr. 7 bezeichnet 1732 | weitere Bilder Fotos hochladen |
| Sudhaus                                         | Saline Karlshalle 8 Lage                               | 18. Jahrhundert                      | großvolumiger Mansarddachbau, 18. Jahrhundert | Fotos hochladen                |
| Kinderheim                                      | Saline Theodorshalle 28 Lage                           | 1911                                 | ehemaliges Kinderheim; repräsentativer Mansardwalmdachbau, klassizistische Motive, 1911, Architekt Hans Best | BW                             |
| Salinenbrücke                                   | Salinenstraße Lage                                     | 1890                                 | sechsbogige Sandsteinquaderbrücke, Brücke über die Nahe zwischen Salinenstraße und Saline Theodorshalle, 1890 | Fotos hochladen                |
| Wohnhaus                                        | Salinenstraße 43 Lage                                  | 1896/97                              | zweieinhalbgeschossiges villenartiges Wohnhaus, Backsteinbau mit Walmdach, Neurenaissancemotive, 1896/97, Architekt August Henke | Fotos hochladen                |
| Wohnhaus                                        | Salinenstraße 45 Lage                                  | um 1860                              | zweieinhalbgeschossiges Wohnhaus, Porphyrbau mit Walmdach, um 1860, Nebengebäude mit Lauben und Schwebegiebel, 1897, Architekten Gebrüder Lang | BW                             |
| Wappentafeln                                    | Salinenstraße, vor Nr. 47/49 Lage                      | 1891                                 | fünf Wappentafeln, bezeichnet 1891 und 1892, Werkstatt Cauer | BW                             |
| Wohn- und Geschäftshaus                         | Salinenstraße 53 Lage                                  | um 1860                              | zweieinhalbgeschossiges Eckwohn- und Geschäftshaus, spätklassizistischer Walmdachbau, um 1860 | BW                             |
| Wohnhaus                                        | Salinenstraße 57 Lage                                  | 1851                                 | spätklassizistischer Putzbau, 1851, Architekt August Henke jun. | BW                             |
| Wohnhaus                                        | Salinenstraße 57a Lage                                 | 1898                                 | Eckwohnhaus, aufwändig gegliederter späthistoristischer Mansarddachbau, 1898, Architekt Rheinstädter | BW                             |
| Weingut                                         | Salinenstraße 60 Lage                                  | 1889                                 | zweieinhalbgeschossiges Wohnhaus, Klinkerbau mit Walmdach, Neurenaissancemotive, 1889, Architekt Philipp Hassinger; eineinhalbgeschossiges Kellereigebäude; Vorgarteneinfriedung und mehrteilige Toranlage, 1919, sowie Wohn- und Bürogebäude im Hof, 1921/22, Architekt Alexander Ackermann | BW                             |
| Hotel Kriegelstein                              | Salinenstraße 63 Lage                                  | 1852/53                              | dreigeschossiger klassizistischer Walmdachbau, rückwärtig anschließend Bädertrakt, 1852/53, Architekt Karst | BW                             |
| Wohnhaus                                        | Salinenstraße 68 Lage                                  | um 1870                              | zweieinhalbgeschossiges Wohnhaus, klassizistischer Walmdachbau, um 1870, Nebengebäude 1904, Architekten Henke & Sohn | BW                             |
| Villa                                           | Salinenstraße 69 Lage                                  | um 1865                              | herrschaftliche Villa mit Walmdach, Renaissance- und klassizistische Motive, um 1865 | BW                             |
| Wohnhaus                                        | Salinenstraße 72 Lage                                  | um 1870                              | anspruchsvolles zweieinhalbgeschossiges Eckwohnhaus, neuklassizistischer Putzbau, um 1870 | BW                             |
| Wohnhaus                                        | Salinenstraße 74/76 Lage                               | 1894/95                              | Doppelwohnhaus, sandsteingegliederter Backsteinbau mit Walmdach, Neurenaissancemotive, 1894/95, Architekt Jean Henke | BW                             |
| Wohnhaus                                        | Salinenstraße 82 Lage                                  | 1921/22                              | villenartiges Wohnhaus mit Walmdach, 1921/22, Architekt Vorbius | BW                             |
| Villa                                           | Salinenstraße 84 Lage                                  | 1925/26                              | eingeschossige Walmdach-Villa, klassizistische Motive, 1925/26, Architekt Hans Best | BW                             |
| Villa                                           | Salinenstraße 90 Lage                                  | 1921/22                              | herrschaftliche Walmdach-Villa mit Eckpavillons, 1921/22, Architekt Hans Best | BW                             |
| Wohnhaus                                        | Salinenstraße 92/94, Moltkestraße 8 Lage               | 1921/22                              | anspruchsvoller dreiflügeliger Walmdachbau, Art-Déco-Motive, 1921/22, Architekt Alexander Ackermann | BW                             |
| Wohnhaus                                        | Salinenstraße 95 Lage                                  | 1895                                 | gründerzeitliches eingeschossiges Wohnhaus, Klinkerbau mit Mansardwalmdach, Neurenaissancemotive, 1895, Architekt Johann Stanger | BW                             |
| Wohnhaus                                        | Salinenstraße 113/115 Lage                             | 1907/08                              | Doppelhaus, Zwerchgiebel mit Krüppelwalmen, Neurenaissance- und Jugendstil-Moltive, 1907/08, Architekt Fritz Wagner | BW                             |
| Villa                                           | Salinenstraße 116, Manteuffelstraße 6 Lage             | 1921/22                              | Doppelvilla, langgestreckter Walmdachbau, 1921/22, Architekt Hans Best | BW                             |
| Wohnhaus                                        | Salinenstraße 117 Lage                                 | 1927/28                              | kunststeingegliederter kubischer Walmdachbau, Art-Déco-Motive, 1927/28, Architekten Hans Best & Co. | BW                             |
| Wohnhaus                                        | Salinenstraße 118 Lage                                 | 1898/99                              | Wohnhaus mit Kelterhaus, Klinkerbau mit Pyramidendach, 1898/99, Architekt Himmler | BW                             |
| Villa                                           | Schloßstraße 1 Lage                                    | um 1862                              | herrschaftliche Villa, Walmdachbau, Neurenaissancemotive, um 1862, Architekt C. Conradi | BW                             |
| Villa                                           | Schloßstraße 2a Lage                                   | 1928/29                              | Art-Déco-Villa mit Mansardwalmdach, 1928/29, Architekt Paul Gans | BW                             |
| Wohnhaus                                        | Schloßstraße 4 Lage                                    | 1879/80                              | kubischer Walmdachbau, Neurenaissance, Nebengebäude, 1879/80, Architekt J. Schaeffer | BW                             |
| Gästehaus                                       | Schloßstraße 5, Kreuzstraße 69a Lage                   | um 1850                              | Gästehaus, dreigeschossiger kubischer Walmdachbau, Fachwerknebenbau, um 1850 | BW                             |
| Wohnhaus                                        | Schöffenstraße 3 Lage                                  | 1892                                 | zweieinhalbgeschossiges Wohnhaus, Backsteinbau, 1892, Architekt August Henke | BW                             |
| Wohnhaus                                        | Schöne Aussicht 1 Lage                                 | 1927/28                              | Siedlungsbau, langgestreckter Walmdachbau, 1927/28, Architekt Wolfgang Goecke | BW                             |
| Wohnhaus                                        | Schöne Aussicht 3/5/7/9 Lage                           | 1924/25                              | langgestreckter Walmdachbau mit Eckerkern, 1924/25, Architekt Gruben | BW                             |
| Wohnhäuser                                      | Schöne Aussicht 10/12, Dr.-Geisenheyner-Straße 5 Lage  | 1926/27                              | malerisch gegeneinander gestaffelte Häuser, 1926/27, Architekt Hans Best & Co. | BW                             |
| Wohnhaus                                        | Schöne Aussicht 11–21 (ungerade Nummern) Lage          | 1924/25                              | langgestreckter Wohnbau mit Walmdach, 1924/25, Architekt Gruben | BW                             |
| Wohn- und Geschäftshaus                         | Schuhgasse 1 Lage                                      | 18. Jahrhundert                      | dreigeschossiges Wohn- und Geschäftshaus, verputzter Fachwerkbau, wohl aus dem 18. Jahrhundert, Ladeneinbau 1881, Architekt Jacob Kossmann; Keller vor 1689 | Fotos hochladen                |
| Wohn- und Geschäftshaus                         | Schuhgasse 2 Lage                                      | nach 1849                            | dreigeschossiges Wohn- und Geschäftshaus, teilweise Fachwerk (verputzt), Walmdach, wohl kurz nach 1849 mit barocken Teilen; Keller vor 1689 | Fotos hochladen                |
| Wohnhaus                                        | Schuhgasse 3 Lage                                      | 18. Jahrhundert                      | dreigeschossiges Wohnhaus, teilweise Fachwerk (verputzt), Mansarddach, 18. Jahrhundert; Keller vor 1689 | Fotos hochladen                |
| Wohn- und Geschäftshaus                         | Schuhgasse 4 Lage                                      | um 1850                              | klassizistisches dreigeschossiges Dreifensterhaus, um 1850; Keller vor 1689 | BW                             |
| Wohn- und Kellereigebäude                       | Schuhgasse 5 Lage                                      | 1882/83                              | zweieinhalbgeschossiges Wohn- und Kellereigebäude, gründerzeitlicher Klinkerbau, 1882/83, Architekt Josef Pfeiffer; Keller vor 1689 | Fotos hochladen                |
| Wohn- und Geschäftshaus                         | Schuhgasse 6 Lage                                      | um 1850                              | klassizistisches dreigeschossiges Dreifensterhaus, um 1850; gründerzeitlicher Ladeneinbau | BW                             |
| Wohnhaus                                        | Schuhgasse 7 Lage                                      | 18. Jahrhundert                      | dreigeschossiges Wohnhaus, teilweise Fachwerk (verputzt), im Kern aus dem 18. Jahrhundert, teilweise klassizistische Überformung im 19. Jahrhundert; Keller älter | Fotos hochladen                |
| Wohnhaus                                        | Schuhgasse 8 Lage                                      | 1850                                 | dreigeschossiges spätklassizistisches Wohnhaus, 1850; ältere Keller | BW                             |
| Wohnhaus                                        | Schuhgasse 9 Lage                                      | um 1800                              | dreigeschossiges Zweifensterhaus, verputzter Fachwerkbau, um 1800 (?); Keller vor 1689 | Fotos hochladen                |
| Wohnhaus                                        | Schuhgasse 11 Lage                                     | um 1800                              | stattliches dreigeschossiges Wohnhaus, teilweise Fachwerk (verputzt), um 1800 | BW                             |
| Wohnhaus                                        | Schuhgasse 13 Lage                                     | um 1800                              | dreigeschossiges Dreifensterhaus, um 1800 (?), teilweise klassizistische Überformung, um 1850; Keller vor 1689 | Fotos hochladen                |
| Wohnhaus                                        | Sigismundstraße 16/18 Lage                             | 1907/08                              | Doppelhaus mit abgewalmtem Mansarddach, Neurenaissance und Jugendstil-Motive, 1907/08, Architekt Wilhelm Metzger | BW                             |
| Wohnhaus                                        | Sigismundstraße 20/22 Lage                             | 1908/09                              | eingeschossiges Doppelhaus, sandsteingegliederter Backsteinbau, 1908/09, Architekt Wilhelm Metzger | BW                             |
| Brunnenhaus                                     | Sophie-Sondheim-Weg 2 Lage                             | 1908                                 | Putzbau mit freistehendem Treppenhaus, 1908, Architekt Hans Best | BW                             |
| Wohnhaus                                        | Stromberger Straße 1/3 Lage                            | 1907/08                              | villenartiges Doppelhaus, Backsteinbau mit Mansardwalmdach und Eckturm, Neurenaissancemotive, 1907/08, Architekt Anton Kullmann | BW                             |
| Villa                                           | Stromberger Straße 2 Lage                              | frühe 1870er Jahre                   | neuklassizistische Villa mit dreigeschossigem Turm mit Musenfiguren, Nebengebäude, Neurenaissance-Wasserturm, frühe 1870er Jahre, Architekt Paul Wallot, Oppenheim | BW                             |
| Villa                                           | Stromberger Straße 4 Lage                              | 1879                                 | Gründerzeit-Villa, malerisch gruppierter Klinkerbau, 1879, Architekt Gustav F. Hartmann | BW                             |
| Wohnhaus                                        | Stromberger Straße 5/7 Lage                            | 1904                                 | villenartiges Doppelhaus, Backsteinbau, Neurenaissancemotive, 1904, Architekt Anton Kullmann | BW                             |
| Villa                                           | Stromberger Straße 6 Lage                              | 1879                                 | Gründerzeit-Villa, malerisch gruppierter Klinkerbau, teilweise Fachwerk, 1879, Architekt Gustav F. Hartmann | BW                             |
| Weingut Michel                                  | Stromberger Straße 8 Lage                              | 1888                                 | Gründerzeit-Villa, Klinkerbau mit bewegter Dachlandschaft, 1888, Architekt Jacob Karst | BW                             |
| Villa                                           | Stromberger Straße 9 Lage                              | 1902/03                              | kleine Villa aus zwei sich rechtwinklig durchdringenden Baukörpern, 1902/03, Architekt Anton Kullmann | BW                             |
| Restaurationslokal                              | Stromberger Straße 10 Lage                             | 1879                                 | eineinhalbgeschossiger Eckbau mit Rundbogenöffnungen, 1879, Architekt Josef Pfeiffer, Nebenbau 1911 aufgestockt und angeglichen, Architekt Friedrich Metzger | BW                             |
| Wohnhaus                                        | Stromberger Straße 11 Lage                             | 1902                                 | villenartiges Wohnhaus aus zwei rechtwinklig zueinander stehenden Baukörpern, 1902, Architekt Anton Kullmann | BW                             |
| Weingut Paul Anheußer                           | Stromberger Straße 15, 17, 19 Lage                     | 1888                                 | eingeschossiger Pultdachbau mit zweigeschossigen Seitenachsen, 1888, Architekt Jacob Karst | BW                             |
| Wohnhaus                                        | Stromberger Straße 22 Lage                             | 1888                                 | Wohnhaus, Klinkerbau mit Giebelrisalit, 1888, Architekt Heinrich Ruppert | BW                             |
| Villa                                           | Stromberger Straße 30 Lage                             | 1924/25                              | Villa, eingeschossiger Mansardwalmdachbau, 1924/25, Architekt Anton Reiter | BW                             |
| Kirchturm                                       | Turmstraße, gegenüber Nr. 15 Lage                      | nach 1862                            | Turm der ehemaligen lutherischen Wilhelmskirche; Bruchstein- bzw. Sandsteinquadermauerwerk, neugotisches Glockengeschoss, nach 1862 | Fotos hochladen                |
| Wohnhaus                                        | Viktoriastraße 3 Lage                                  | 1883                                 | zweieinhalbgeschossiges gründerzeitliches Eckwohnhaus, 1883, Architekt R. Wagener | BW                             |
| Wohnhaus                                        | Viktoriastraße 4 Lage                                  | um 1870                              | Wohnhaus; sandsteingegliederter Putzbau, um 1870, kunstschmiedeeiserner Balkon um 1906; straßenbildprägend | BW                             |
| Wohnhaus                                        | Viktoriastraße 7 Lage                                  | 1879                                 | gründerzeitliches Zeilenwohnhaus; zweieinhalbgeschossiger sandsteingegliederter Klinkerbau, 1879, Architekt R. Wagener | BW                             |
| Wohn- und Geschäftshaus                         | Viktoriastraße 9 Lage                                  | 1877                                 | gründerzeitliches Eckwohn- und Geschäftshaus, neuklassizistische Motive, 1877, Architekt Johann Au | BW                             |
| Verwaltungsgebäude                              | Viktoriastraße 11/13/15 Lage                           | 1878/79                              | herrschaftliche palaisartige Dreihäusergruppe mit dreigeschossigem Mittelbau, Walmdächer, 1878/79, Architekt C. Conradi; straßenbildprägend | BW                             |
| Wohnhaus                                        | Viktoriastraße 18 Lage                                 | 1882                                 | gründerzeitliches Wohnhaus; Walmdachbau mit Kniestock, Neurenaissance, 1882, Architekt Josef Pfeiffer; straßenbildprägend | BW                             |
| Wohnhaus                                        | Viktoriastraße 19 Lage                                 | 1882                                 | gründerzeitliches Zeilenwohnhaus, dreigeschossiger Klinkerbau, 1882, Architekt August Henke | BW                             |
| Wohnhaus                                        | Viktoriastraße 22 Lage                                 | 1888                                 | gründerzeitliches Zeilenwohnhaus, zweieinhalbgeschossiger Klinkerbau, 1888, Architekt August Henke | BW                             |
| Wohnhaus                                        | Viktoriastraße 24 Lage                                 | 1894                                 | zweieinhalbgeschossiges Wohnhaus; sandsteingegliederter Klinkerbau, Neurenaissance, 1894, Architekt Christian Zier | BW                             |
| Wohnhaus                                        | Viktoriastraße 26 Lage                                 | vor 1876                             | Wohnhaus, klassizistisch gegliederter Klinkerbau, wohl kurz vor 1876 | BW                             |
| Wohnhaus                                        | Weinkauffstraße 2/4 Lage                               | 1901/02                              | villenartiges Doppelhaus auf unregelmäßigem Grundriss, 1901/02, Architekt Hans Best | Fotos hochladen                |
| Villa                                           | Weinkauffstraße 6 Lage                                 | 1902/03                              | Jugendstil-Villa mit Walmdach, 1902/03, Architekt Hans Best | Fotos hochladen                |
| Villa                                           | Weinkauffstraße 8 Lage                                 | 1921/22                              | dreigeschossige Villa mit Walmdach, Art-Déco-Motive, 1921/22, Architekt Alexander Ackermann | Fotos hochladen                |
| Villa                                           | Weinkauffstraße 10 Lage                                | 1922/23                              | eineinhalbgeschossige Villa, 1922/23, Architekt Alexander Ackermann, Mansarddach 1927 | BW                             |
| Villa                                           | Weyersstraße 3 Lage                                    | 1925                                 | herrschaftliche Walmdach-Villa, 1925, Architekt Hermann Tesch, wenig jüngeres Gartenhaus | BW                             |
| Wohnhaus                                        | Weyersstraße 6 Lage                                    | 1920er Jahre                         | villenartiges Wohnhaus mit Zelt- bzw. Mansarddach, 1920er Jahre | BW                             |
| Wohnhaus                                        | Weyersstraße 8 Lage                                    | 1925/26                              | Wohnhaus; kubischer Walmdachbau, teilweise expressionistische Motive, 1925/26, Architekt Karl Heep | BW                             |
| Wilhelmsbrücke                                  | Wilhelmstraße Lage                                     | 1905/06                              | Brücke über die Nahe; dreibogiger Rotsandsteinbau mit zwei Türmen und ausgebauter Arkadenführung, 1905/06, Architekt Hermann Billing, Karlsruhe, nach 1945 wiederaufgebaut; Relief im „Fischerturm“, 1932 von Ludwig Cauer                                                                   | weitere Bilder Fotos hochladen |
| Katholische Pfarrkirche Heilig-Kreuz            | Wilhelmstraße 39 Lage                                  | 1895–97                              | neugotische Hallenkirche, Rotsandsteinquaderbau, 1895–97, Architekt Ludwig Becker, Mainz; mit Ausstattung | weitere Bilder Fotos hochladen |
| Wohn- und Geschäftshaus                         | Wilhelmstraße 48 Lage                                  | 1906                                 | dreigeschossiges Wohn- und Geschäftshaus, Neurenaissance- und Jugendstilmotive, 1906, Architekt Heinrich Ruppert | BW                             |
| Wohn- und Geschäftshaus                         | Wilhelmstraße 50 Lage                                  | 1906                                 | dreigeschossiges Wohn- und Geschäftshaus, Erker, Neurenaissance- und Jugendstilmotive, 1906, Architekt Heinrich Ruppert | BW                             |
| Wohnhaus                                        | Winzenheimer Straße 3/3a Lage                          | 1898/99                              | spiegelsymmetrisches Doppelhaus, sandsteingegliederter Klinkerbau, 1898/99, Architekt Anton Kullmann | BW                             |
| Wohnhaus                                        | Winzenheimer Straße 5 Lage                             | 1900                                 | zweieinhalbgeschossiges villenartiges Wohnhaus, spätgründerzeitlicher sandsteingegliederter Backsteinbau, 1900, Architekt Anton Kullmann | BW                             |
| Wohnhaus                                        | Winzenheimer Straße 7 Lage                             | 1888/89                              | großvolumiges villenartiges Wohnhaus mit Nebengebäuden, 1888/89, Architekt Schott; Backsteinbau mit Walmdach, Neurenaissance; straßenbildprägend | BW                             |
| Wohnhaus                                        | Winzenheimer Straße 12/14 Lage                         | 1911                                 | Doppelwohnhaus unter Einfluss von Landhausstil und Neuem Bauen, 1911, Architekt Rudolf Frey | BW                             |
| Wohnhaus                                        | Winzenheimer Straße 15 Lage                            | 1900                                 | eineinhalbgeschossiges villenartiges Wohnhaus, sandsteingegliederter Klinkerbau, 1900, Architekt Josef Pfeiffer | BW                             |
| Villa                                           | Winzenheimer Straße 16 Lage                            | 1909/10                              | zweieinhalbgeschossige landhausartige Villa mit bewegter Dachlandschaft, 1909/10, Architekt Hermann Tesch | BW                             |
| Wohnhaus                                        | Winzenheimer Straße 23 Lage                            | 1927/28                              | Eckwohnhaus; zeittypischer Walmdachbau, 1927/28, Architekt Wolfgang Goecke | BW                             |
| Villa                                           | Winzenheimer Straße 25 Lage                            | 1925                                 | Villa; eingeschossiger Mansardwalmdachbau, 1925, Architekt Richard Starig | BW                             |
| Villa                                           | Winzenheimer Straße 36 Lage                            | 1928                                 | Villa; backsteingegliederter Walmdachbau, 1928, Architekt Max Weber (?) | BW                             |
| Zwingelbrücke                                   | Zwingel Lage                                           | 1277                                 | mittelalterliche zweibogige Rotsandsteinbrücke über den Ellerbach, 1277 | Fotos hochladen                |
| Stadtmauer                                      | Zwingel Lage                                           |                                      | 30 m langer Mauerzug der Burgfriedenbefestigung zwischen Zwingelbrücke und Kauzenburg | Fotos hochladen                |
| Keller und Portal                               | Zwingel, an Nr. 4 Lage                                 | 1755                                 | tonnengewölbter Keller und Oberlichtportal, bezeichnet 1755 | Fotos hochladen                |
| Brauerei Tesch                                  | Zwingel 5 Lage                                         | 1830                                 | Hauptgebäude der ehemaligen Brauerei Tesch; dreigeschossiger Pultdachbau mit ausgemauertem Fachwerk, bezeichnet 1830 und 1832, vom massiven Erdgeschoss Zugang zu drei Gewölbekeller im Schlossberg                                                                                          | Fotos hochladen                |
| Wohnhaus                                        | Zwingel 9 Lage                                         | 1880                                 | dreigeschossiges Fachwerkwohnhaus, teilweise verputzt, auf trapezförmigem Grundriss, 1880, Architekt Jacob Kossmann | BW                             |
| Schloss Rheingrafenstein                        | südlich der Stadt Lage                                 | 1722                                 | langgestreckter Walmdachbau, bezeichnet 1722, Nebengebäude aus dem 19. Jahrhundert, im Torbogen Wappenstein der Familie Salm | Fotos hochladen                |

## Ehemalige Kulturdenkmäler
| Bezeichnung                               | Lage                               | Baujahr         | Beschreibung | Bild |
| ----------------------------------------- | ---------------------------------- | --------------- | --- | ---- |
| Wohnhaus                                  | Metzgergasse 12 Lage               |                 | im Kern barockes Doppelhaus, teilweise Fachwerk (verputzt), Umbau um 1800; aus Denkmalliste gelöscht                                                                                          | BW   |
| Wohn- und Geschäftshaus                   | Mühlenstraße 8 Lage                | 18. Jahrhundert | dreigeschossiges Wohn- und Geschäftshaus, teilweise Fachwerk, (verputzt), 18. Jahrhundert; aus Denkmalliste gelöscht und durch Neubau ersetzt                                                 | BW   |
| Weingut                                   | Rüdesheimer Straße 86 Lage         | um 1860         | Wohnhaus, um 1860; Kelterhaus, 1888, Architekt Philipp Hassinger; Arbeiterwohnhaus mit Stall, 1893, Architekt Johann Henke; abgebrochen, durch Neubau ersetzt und aus Denkmalliste gestrichen | BW   |
| Kirche der amerikanischen Pfingstgemeinde | Viktoriastraße, hinter Nr. 18 Lage | 1909            | sandsteingegliederter Putzbau, barockisierender Giebelrisalit, 1909, Architekt Carl Jung, mit Gemeindehaus; abgebrochen und aus Denkmalliste gelöscht                                         | BW   |